# Monocirrhus
Monocirrhus is een monotypisch geslacht van straalvinnige vissen uit de familie van de veelstekelbaarzen (Polycentridae).

## Soort
- Monocirrhus polyacanthus Heckel, 1840